# Татта (21-я буква алфавита гурмукхи)

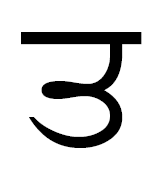
Та

Татта [t̪at̪t̪aː] (в.-пандж. ਤੱਤਾ), тутта (хинди तुत्ता), ਤ — двадцать первая буква алфавита гурмукхи, которая обозначает:
- глухой зубной взрывной согласный /t̪/ (на конце слова, перед другими согласными, в сочетании с символами для обозначения гласных).

Примеры:
ਪਤਨੀ [pat̪niː] — жена
ਤੇਰਾ [t̪eːraː] — твой
- сочетание этого согласного (/t̪/) с кратким гласным /a/ (при отсутствии других символов для обозначения гласных).

Примеры:
ਤਕਲੀਫ਼ [t̪akliːf] — трудность, затруднение

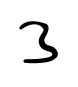
Тутта рукописная